# 十二時辰
| 十二支 | 名   | 読み       | 初刻 | 正刻 | 終   | 正刻の鐘  |
| ------ | ---- | ---------- | ---- | ---- | ---- | --------- |
| 子字   | 夜半 | やはん     | 23時 | 00時 | 01時 | 夜/暁九つ |
| 丑字   | 鶏鳴 | けいめい   | 01時 | 02時 | 03時 | 夜/暁八つ |
| 寅字   | 平旦 | へいたん   | 03時 | 04時 | 05時 | 暁七つ    |
| 卯字   | 日出 | にっしゅつ | 05時 | 06時 | 07時 | 明六つ    |
| 辰字   | 食時 | しょくじ   | 07時 | 08時 | 09時 | 朝五つ    |
| 巳字   | 隅中 | ぐうちゅう | 09時 | 10時 | 11時 | 朝/昼四つ |
| 午字   | 日中 | にっちゅう | 11時 | 12時 | 13時 | 昼九つ    |
| 未字   | 日昳 | にってつ   | 13時 | 14時 | 15時 | 昼八つ    |
| 申字   | 晡時 | ほじ       | 15時 | 16時 | 17時 | 昼/夕七つ |
| 酉字   | 日入 | にちにゅう | 17時 | 18時 | 19時 | 暮六つ    |
| 戌字   | 黄昏 | こうこん   | 19時 | 20時 | 21時 | 宵/夜五つ |
| 亥字   | 人定 | にんじょう | 21時 | 22時 | 23時 | 夜四つ    |

十二時辰（じゅうにじしん）とは、近代以前の中国や日本などで用いられた、1日をおよそ2時間ずつの12の時辰（じしん）に分ける時法である。“およそ2時間”とあるのは、後述の通り夜と昼、季節で長さが変動するからである。
十二辰刻（じゅうにしんこく）・十二刻（じゅうにこく）・十二時（じゅうにじ）とも呼ぶ。時辰・辰刻・刻・時は、いずれも本来は単に時間・時刻という意味の言葉だが、十二時辰制のもとでは1日を12に分けたそれぞれのおよそ2時間を意味し、刻・時はまた任意の2時間を表す単位としても使われる（ただし他の長さを表すこともある。刻は1日を48に分けたおよそ30分など、時は1日を24に分けたおよそ1時間も意味する）。
12の時辰を右表に示す。時刻は定時法の場合で、不定時法では季節によりやや変動する。

## それぞれの呼び名

### 十二支
十二時辰のそれぞれには「夜半」等の名があるが、十二支（子・丑・寅・卯・辰・巳・午・未・申・酉・戌・亥）でも呼ばれる。その場合、漢語では「子時（しじ）」などと呼ぶが、日本では「子の刻（ねのこく）」「子字」などと呼ぶのが普通である。

### 名
十二時辰の名称は『書経』や『詩経』といった古書に散見されるが、十二にまとめられたものは『春秋左氏伝』昭公5年「故有十時」に対する杜預の注釈において見られる。
その名称のうち太陽の位置に関すると考えられるものは日出・隅中・日中・日昳・日入である。日の出・日の入り、南中する時間が中心であり、隅中は太陽が東南隅を過ぎて日中に近づいた時間であるといわれ、日昳は太陽が西へ傾くことを意味するとされる。また空の明るさに関するものが平旦と黄昏と考えられ、日の出前あるいは日の入り後のいわゆる薄明の時間帯に由来する。
一方、古代中国人の食事の時間帯に由来するのが食時と晡時で、古人は1日2度の食事を日の出後と日の入り前にとったとされる。
またその他に鶏鳴は文字通り鶏が鳴く時間帯に、人定は人が寝静まった時間帯に由来すると考えられる。

## 時刻との対応
各時辰のおよそ2時間の始まる時刻を初刻（しょこく）、中間を正刻（せいこく）と呼ぶ。1日の始まりの0時は、十二支の第1である子の正刻となる。つまり、1時間早い23時が子の初刻で、子の刻の始まりである。子の正刻つまり0時を正子、午の正刻つまり12時を正午と呼ぶ。
日本では各正刻に鐘を鳴らした。その回数は、正子・正午には9回で、それから時辰ごとに1回ずつ減る。そのことから、子の正刻から順に「九つ」「八つ」……と呼んだ。
時報を「9」回の鳴鐘から始めるのは、陰陽師が暦とともに時間も管理していたことに由来する。陰陽道では奇数を縁起のよい陽の数とし、その極値が9であることによる。以降、次の時辰は本来の考え方では、9を2つ重ねて18、さらに次は3つ重ねて27とするが、これでは数が大きすぎるため、鳴鐘は十の桁を省略して8、7としている。この方法は古来から続いており、現代でもこのシステムが一部の寺院などで使用されている。それゆえ結果的に鳴鐘は9から1つずつ減っていくように見える形となっている。
2時間おきでは不便なため、半刻後を、丑の初刻から順に「九つ半」「八つ半」……と呼んだ。いずれも、12時間後に同じ呼び名の時刻が来るため、区別するためには「夜九つ」「昼九つ」などと呼んだ。「おやつ」の語源の「八つ」は不定時法下では変動するが、およそ14時である。

### 時辰の長さ
室町時代から江戸時代までの日本では、不定時法が主流だった。貞観4年（862年）に日本に導入された宣明暦では、不定時法では常に、日の出は卯の正刻、日没は酉の正刻とした。平安時代以降長らく宣明暦が使用されていたが、江戸時代の貞享元年（1684年）に導入された貞享暦からは、昼の時間は日の出から日没ではなく、これに前後の薄明を加えたものとなった。すなわち、日の出の2刻半前が夜明けであり1日の始まりとして卯の正刻、日の入り2刻半後が日暮れとして酉の正刻とされるようになった。
このため、夏場は日の出が早く日没が遅くなり、逆に冬場は日の出が遅く日没が早くなることから、昼夜それぞれを6等分した時辰の長さ、つまり昼の1刻間と夜の1刻間は同じ長さにはならず、冬の昼間や夏の夜間は短くなり、冬の夜間や夏の昼間は長くなる。これを平均して2時間である。したがって正子・正午以外の時刻も季節により変動した。
寛政暦では、夜明けと日暮れ時は、太陽の中心の地平線に対する伏角が7°21′40″となる時刻であるとされる。これは、球面三角法を使用した計算で京都での春分・秋分の日における日の出前・日没後2刻半の太陽の位置を求めた結果に基づくものであることが、後の明治時代以降に判明した。この場合、夜明けと日暮れの長さは緯度・季節によって異なるが、京都のみならず江戸においても約36分前後となる。理科年表には、視太陽の中心の伏角が7°21′40″となる時刻を夜明、日暮として旧東京天文台における夜明・日出・日入・日暮の時刻が記されている。

### 方位との関係
正子の太陽の方位は北つまり十二方位の子（し）、正午の太陽の方位は南つまり十二方位の午（ご）である。地球上の南北線を子午線（しごせん）と呼ぶのは、このためである。同様に、東の方位は「卯（ぼう）」、西の方位は「酉（ゆう）」であるので、東西線を「卯酉線（ぼうゆうせん）」と言う。これらの関係は、他の正刻については正確ではないが大まかには成り立つ。

## 時辰の細分

### 2小時
明代以降になると西洋の24時間制が入り、時辰も2分されて1時間に相当する小時（小時辰の略）も用いられるようになった。これにより時刻も、初刻から1時間の初と、正刻から1時間の正に分けられ、例えば子の刻であれば、23時から0時までが子初、0時から1時までが子正とされた。
日本語では、時辰の半分に当たる時間を半刻（はんとき）と呼んだ。

### 3刻
時辰を40分ごとの3刻に分ける。この3刻を早い順に上刻、中刻、下刻という。
例えば、子の刻ならそれぞれを「子の上刻」「子の中刻」「子の下刻」と呼ぶ。
ただし、期間のことではなく、それぞれ時辰の始まり・中間・最後である、つまり、上刻は初刻、中刻は正刻、下刻は次の初刻のことだとの説もある。

### 4刻
時辰を30分ごとの4刻に分ける。子の刻ならそれぞれを「子一つ」「子二つ」「子三つ」「子四つ」と呼ぶ。「草木も眠る丑三つ時（丑三つ刻）」の成句で知られる「丑三つ」は2時から2時30分である（不定時法のため少し変動する）。
日本語では、時辰の4分の1に当たる時間を四半刻（しはんとき）と呼び、これは江戸時代には日常的に用いられる時間の最小単位であった（天文学などの専門分野では更に細かい単位も用いられたが）。

## 補註
1. ↑  初刻、正刻、終の時刻表記は定時法での24時間記法のもの。
2. ↑  時間帯を表す明・朝・昼・夕・暮・宵・夜・暁などの語は、時間により2通りあるものもあり、それは斜線で区切って示した。
3. ↑  24時間記法の6時ではなく、宣明暦では日の出の時刻。貞享暦以降は日の出2刻半（36分）前の夜明け。したがって冬は遅くなり、夏は早くなる。
4. ↑  24時間記法の18時ではなく、宣明暦では日没の時刻。貞享暦以降は日没2刻半（36分）後の日暮れ。したがって冬は早くなり、夏は遅くなる。
5. ↑  ここでいう1刻は十二時辰ではなく、1日を100等分したものであり、1刻=14分24秒。
6. ↑  現在の時刻による正午と、当時の南中における午の正刻は、経度のみならず、季節に依っても数分程度前後する。均時差・アナレンマ参照。